# Uzsa
Uzsa község Veszprém vármegyében, a Tapolcai járásban. A település eredetileg Szent István magyar király korától az 1950-es megyerendezésig Zala vármegyéhez tartozott.

## Fekvése
A Bakony és a Keszthelyi-fennsík között fekszik, a Lesence-patak völgyében, a Balatontól 13 kilométerre északra.
Különálló településrészei Erdésztelep és Vasútastelep, előbbi a központjától 1,5, utóbbi 3 kilométerre északra.
Mindössze három településsel határos közvetlenül: a szomszédai észak felől Sümeg, dél felől Lesenceistvánd, nyugat felől pedig Várvölgy (kelet felől lesenceistvándi külterületek határolják). Csak nagyon kevés híja van annak, hogy nem határos délkelet felől még Lesencetomajjal is.
A legközelebbi város a járási székhely Tapolca, 9 kilométerre kelet-délkeletre, de Sümeg is alig van távolabb tőle, északi irányban.

### Megközelítése
Közigazgatási területén végighúzódik dél-északi irányban a Balatontól Sopron térségéig vezető 84-es főút, ez a legfontosabb közúti megközelítési útvonala; központja arról letérve egy rövid bekötőúton érhető el.
A hazai vasútvonalak közül a 84-es főúttal itt végig párhuzamosan húzódó Balatonszentgyörgy–Tapolca–Ukk-vasútvonal érinti, melynek két megállási pontja van a területén: Uzsabánya alsó megállóhely, a faluba vezető bekötőút vasúti keresztezésénél, illetve Uzsa vasútállomás a község északi határában; ez leginkább a falu nyugati határában (nagyrészt várvölgyi területen) elterülő bazaltbányát szolgálja ki.

## Története
Uzsa Árpád-kori település. Nevét már 1287-ben említette oklevél az Uzsaiak osztozkodásakor, amikor a település Uzsai Csejkátnak (Csajkad) jutott, akiről Csajkaduzsának nevezték el a falut. 1304-ben Szent György tiszteletére emelt templomát említik, majd papját is említette az 1333 évi pápai tizedjegyzék. 1333-ban említették az Uzsa melletti, a Szentlélek tiszteletére emelt pálos monostort is, melynek alapítójául Csejkát Lőrinc volt megnevezve. 1455-ben azonban az itteni pálos monostort már lakatlanként említették, majd a törökök lerombolták. A monostor romjai a közeli erdőben találhatók.
Csankaduzsa neve később még 1451-ben, majd 1516-ban is szerepelt az oklevelekben, de az 1500-as évek közepétől többé ilyen néven nem fordult elő. 1478-ban Felsőuzsa is szerepelt egy oklevélben, amely szerint a települést Mátyás király enyingi Török Ambrusnak adományozta. 1536-tól a település Szentlélekuzsája és Szentlélek Uzsa néven volt említve az itteni pálos monostorról. 1564-ben Csoron János birtoka volt. A 15. század második felétől a település birtokosa a Hosszútóti család lett, mely a falu egyedüli birtokosa volt egészen a 17. század végéig. 1538-ban Uzsa lakossága a pálos barátokkal Kecsethy Márton veszprémi kanonok fosztogató serege elől Tátika várába menekült.
1564-től a török kezén volt. Neve a török adóösszeírásokban több néven is szerepelt. 1572–1573-ra lakossága megfogyatkozott, csupán egyetlen menekült nemes lakott a faluban. Uzsát a 17. század közepéig  még lakott helynek írták, kevés népességgel, 1635-re azonban  már csak mint puszta helyet említették, többé nem népesült be. Később rétjeit, legelőit a környező falvak lakói használták. 1785-ben a fennmaradt leírások szerint Uzsa pusztájában 3 urasági malom állt a Lesence-patak vizén és 2 erdőőri ház. Nevét az 1792. évi térkép is feltüntette.  A 17. század végén a Madocsányiak, majd az Esterházyak  birtokába került, akik a pusztát devecseri uradalmukhoz csatolták.
1995-ig Lesenceistvándhoz tartozott.

## Közélete

### Polgármesterei
- 1995–1998: Szántói Imre (független)
- 1998–2002: Szántói Imre (független)[3]
- 2002–2006: Kovács Károly (független)[4]
- 2006–2010: Kovács Károly (független)[5]
- 2010–2013: Kovács Károly (független)[6]
- 2013–2014: Perger István (független)[7]
- 2014–2019: Szántói Imre (független)[8]
- 2019–2022: Táborosi László (független)[9]
- 2022–2024: Táborosi László (független)[10]
- 2024– : Táborosi László (független)[1]

A településen 2013. december 1-jén időközi polgármester-választást kellett tartani, az előző polgármester halála miatt.
2022. július 3-án ugyancsak időközi polgármester-választást (és képviselő-testületi választást) kellett tartani a községben, ezúttal azért, mert a korábbi képviselő-testület 2021. július 1-jén feloszlatta magát. A választáson a hivatalban lévő polgármester is elindult, és 75 %-ot meghaladó eredménnyel a posztján maradhatott.

## Népesség
A település népességének változása:
| Lakosok száma | 333  | 323  | 303  | 309  | 289  | 306  | 307  | 304  |
|               | 2013 | 2014 | 2015 | 2019 | 2021 | 2022 | 2023 | 2024 |

A 2011-es népszámlálás során a lakosok 72,2%-a magyarnak, 0,3% németnek mondta magát (27,8% nem nyilatkozott; a kettős identitások miatt a végösszeg nagyobb lehet 100%-nál). A vallási megoszlás a következő volt: római katolikus 39,8%, református 1,5%, evangélikus 0,6%, felekezeten kívüli 13,8% (44,3% nem nyilatkozott).
2022-ben a lakosság 93,8%-a vallotta magát magyarnak, 0,3% németnek, 0,7% egyéb, nem hazai nemzetiségűnek (6,2% nem nyilatkozott; a kettős identitások miatt a végösszeg nagyobb lehet 100%-nál). Vallásuk szerint 26,8% volt római katolikus, 1,6% református, 0,7% evangélikus, 0,3% görög katolikus, 0,3% egyéb keresztény, 1,3% egyéb katolikus, 14,7% felekezeten kívüli (54,2% nem válaszolt).

## Nevezetességei
- Szentlélek-forrás
- Kőbánya
- Park
- középkori pálos kolostor romjai
- Sarvay-forrás
- Kecskevár-kilátó[16]
- uzsArt Galéria
- Uzsai Csarabos Erdő Természetvédelmi Terület – a Balaton-felvidéki Nemzeti Park egyik kiemelt természetvédelmi területe, mely a hazánkban ritkán előforduló, de itt állományalkotó növényfaj, a csarab (Calluna vulgaris) után kapta a nevét. (Közigazgatásilag sümegi területen fekszik, de az uzsai vasútállomás felől közelíthető meg a legegyszerűbben.)

### Légifelvételek a bazaltbányáról

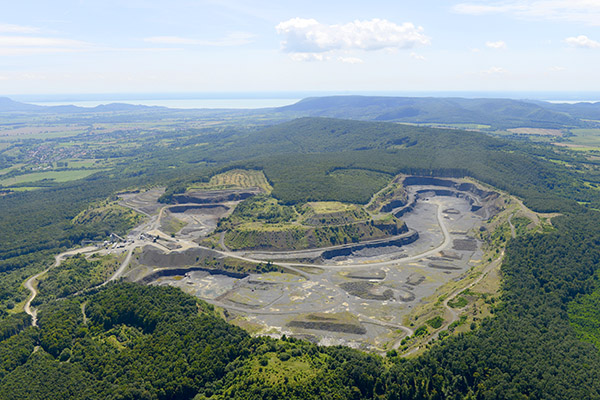
Uzsabánya, bazaltbánya Uzsa község mellett
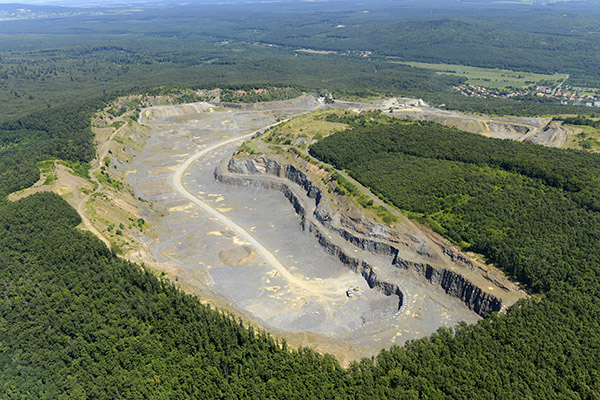
Uzsabánya légi felvételen
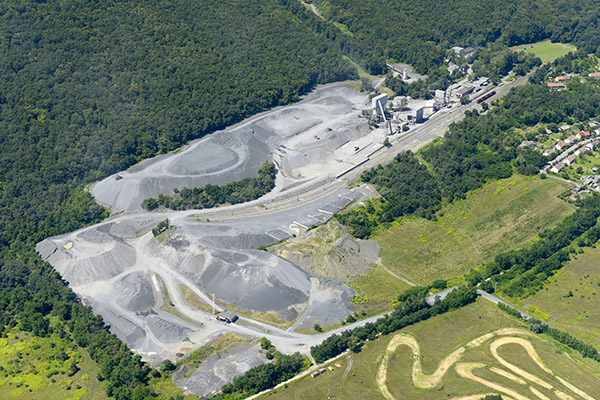
Uzsa község, bazaltbánya madártávlatból

## Rendezvények
- augusztusi falunap
- Májusfa állítás
- júliusban uzsArt művésztelep